# 橋爪敏太郎
橋爪 敏太郎（はしづめ としたろう、1909年3月17日 - 1973年10月25日）は、将棋棋士。七段。宮松関三郎八段門下。東京府東京市（現：東京都文京区）出身。

## 経歴
1926年に宮松関三郎に入門。1936年に四段に昇段。戦後、1946年の第1期順位戦C級クラスに参加し、翌年六段に跳び昇段。C級2組からの降級により1959年に引退。
1962年に日本将棋連盟が女性教室を開始した際、当時奨励会会員だった蛸島彰子と共に講師を務めた。

## 昇段履歴
- 1926年 入門
- 1936年 四段
- 1947年5月10日　六段に跳び昇段（順位戦C級上位）
- 1968年11月3日　七段（表彰感謝の日表彰）